# Anhluut’ukwsim Laxmihl Angwinga’asanskwhl Nisga’a Provincial Park
Der Anhluut’ukwsim Laxmihl Angwinga’asanskwhl Nisga’a Provincial Park, oder auch Nisga’a Memorial Lava Bed Provincial Park, ist ein 17.893 Hektar großer Provincial Park in den Coast Mountains im Nordwesten der kanadischen Provinz British Columbia. Der Park liegt etwa 80 Kilometer nördlich von Terrace im Regional District of Kitimat-Stikine.
Der Park ist der erste innerhalb der Provinz, der gegründet wurde, um dem Besucher die Kultur der ansässigen First Nation näherzubringen und dabei gleichzeitig die Natur im Allgemeinen und Besonderen (das Lavafeld mit dem umgebenden Gebiet) zu schützen. Er ist auch der erste Park in der Provinz, der gemeinsam von BC Parks und einem Volk der First Nation, hier den Nisga’a, gemanagt wird.

## Anlage
Der Park gliedert sich in vier verschiedene Teile. Der verbindende Parkteil ist der Anteil entlang dem von Nordwest nach Südost verlaufenden Highway 113 und dem parallel dazu fließendem Tseax River.
Im Nordwesten liegt ein weiterer Parkteil und nach Norden wird er durch den Nass River begrenzt. Hier liegen auch die Nisga’a-Siedlungen Gitlakdamix und Gitwinksihlkw. Ebenfalls liegen hier, am Übergang zum Parkanteil entlang des Highways, auch das Informationscenter und der Campingplatz.
Am südwestlichen Ende des Parks liegt der Lava Lake. Der lang gestreckte See wird an seinen Enden sowie dem nordwestlichen Ufer vom dritten Parkteil umschlossen. Am südöstlichen Ufer des Sees liegt über weite Strecken der Highway 113, welcher hier aber nicht im Park verläuft.
Der größte Teil des Parks liegt westlich des Highway 113 und erstreckt sich ebenfalls in Nordwest-Südost-Richtung. In diesem Parkteil befindet sich auch das Lavafeld mit einer Ausdehnung von etwa 10 Kilometer mal 3 Kilometer. Auf diesem Lavafeld finden sich auch Lava in den verschiedenen Ausbildungsformen, wie zum Beispiel Blocklava, ʻAʻā-Lava oder Pāhoehoe-Lava. Ebenfalls findet sich hier der Schlackenkegel, der beim damaligen Vulkanausbruch entstand.
Der Park wird von verschiedenen kleinen Seen, Bächen und Flüssen durchzogen. Der wichtigste der Flüsse ist der Nass River mit seinen Nebenfluss, dem Tseax River. Der Tseax River verbindet dabei den im Süden des Parks liegenden Lava Lake mit dem Nass River. An dieser Verbindung bzw. an Zuflüssen zum Tseax River liegen auch der Vetter Falls und der Beaupre Falls. Der Lava Lake entstand, als der Lavafluss im Lauf des Nass Rivers einen Damm bildete.
Es liegen verschiedene Berge im Parkgebiet. Der höchste Berg im Park bzw. auf der Parkgrenze ist der Mount Priestley (auf der nordöstlichen Parkgrenze), mit 2359 m. Weitere Berge sind der Mount Hoeft (auf der nordöstlichen Parkgrenze) und der Mount Philipa (im Osten des Parks).
Bei dem Park handelt es sich um ein Schutzgebiet der Kategorie II (Nationalpark).

## Geschichte
Der Park wurde im Jahr 1992 eingerichtet. Er hat seinen offiziellen Namen in der Sprache der dort ansässigen Nisga'a, in deren traditionellen Jagd- und Siedlungsgebiet er auch liegt. Die Gründung erfolgte noch unter dem englischen Namen. Der Park wurde im Laufe der Zeit auf die heutige Größe von 17.893 Hektar erweitert. Das Nisga’a Final Agreement oder auch Nisga'a Treaty aus dem Jahr 2000 schloss dann auch den Park mit ein. So kam es dann zur gemeinsamen Verwaltung des Parks durch BC Parks und die Nisga’a First Nation.

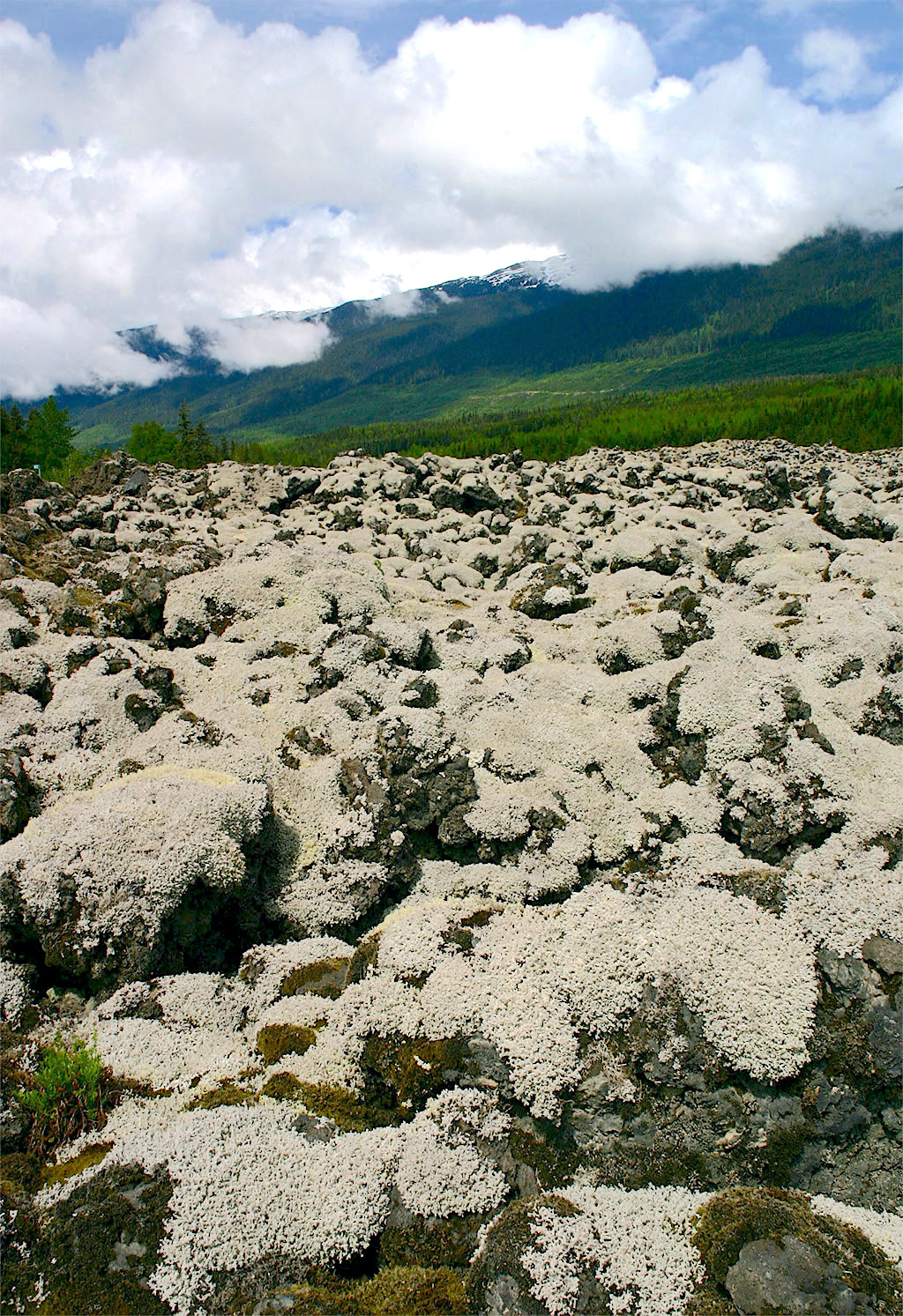
Das Lavafeld

Das Lavafeld und der Schlackenkegel entstanden etwa um das Jahr 1760. Nach den Erzählungen der Nisga’a sollen durch den Vulkanausbruch an die 2.000 von ihrem Volk gestorben seien, woran auch der ehemals englische Name des Parks deutlich erinnert.

## Flora und Fauna
Innerhalb des Ökosystems von British Columbia wird das Parkgebiet vier verschiedenen Zonen zugeordnet, der Mountain Hemlock Zone, der Interior Cedar Hemlock, der Coastal Western Hemlock Zone und der Alpine Tundra Zone. Diese biogeoklimatischen Zonen zeichnen sich durch ein ähnliches Klima sowie gleiche oder ähnliche biologische sowie geologische Voraussetzungen aus. Daraus resultiert in denselben Zonen dann ein sehr ähnlicher Bestand an Pflanzen und Tieren.
Eine forstwirtschaftliche Nutzung in größerem Umfang fand im Park nicht statt. Daher findet sich hier noch sehr viel Primärwald. Bedingt durch die vier teilweise sehr unterschiedlichen Zonen findet sich im Park eine relativ große Anzahl von Pflanzen. Es findet sich hauptsächlich die weitverbreiteten Arten wie Douglasie, Westamerikanische Hemlocktanne, Berg-Hemlocktanne, Riesen-Lebensbaum und Engelmann-Fichte. Diese Artenvielfalt setzt sich auch im Unterwuchs mit zahlreichen Moosen und Farnen fort.
Die nachweisbaren Tierarten entsprechen der Lage des Parks. Im Gebiet findet sich unter anderem der Grizzlybär und der Schwarzbär. Obwohl im Park auch Wölfe vorkommen, sind sie nahezu nie zu sehen. Neben verschiedenen Rotwildarten, wie dem Maultierhirsch, gibt es im Park auch Schneeziegen. Daneben kommt hier, wegen der alten Bäume, auch der Helmspecht und Fleckenkauz vor. Die verschiedenen Flüsse, Bäche und Seen bieten auch Lebensraum für Stierforelle (Salvelinus confluentus), Silberlachs, Buckellachs und Ketalachs.

## Aktivitäten
Der Park bietet 16 nicht reservierbare Stellplätze für Wohnmobile und Zelte und verfügt über eine einfache Sanitäranlage. Weiterhin verfügt er über Picknickplätze am Lava Lake und am Vetter Falls.
Die touristische Attraktion des Parks ist zum einen kultureller Art und zum anderen landschaftlicher Art.
Die kulturellen Attraktionen ergeben sich aus der Zusammenarbeit der Parkverwaltung mit den Nisga’a und deren in bzw. am Park gelegenen Siedlungen und dem entsprechenden Besucherzentrum. Auch der Wanderweg zum Lavafeld gehört mit seinen erläuternden Schildern, die Bezug auf die Erzählungen und Legenden der Nisga’a nehmen, zu den kulturellen Aspekten des Parks.
Für den Tourismus ist an landschaftlichen Attraktionen besonders das Lavafeld im östlichen Parkteil von Bedeutung. Dieses ist durch einen entsprechenden Wanderweg erschlossen. Das Betreten des Lavafeldes ist nur im Rahmen einer geführten Tour erlaubt. Neben dem Lavafeld hat auch der Lava Lake eine Bedeutung, da hier das Bootfahren erlaubt ist. Ebenfalls besteht an einigen wenigen Stellen im Park die Möglichkeit zum Mountainbike fahren oder dort zu reiten.